# Cypsiurus parvus
Il rondone delle palme africano (Cypsiurus parvus (Lichtenstein, 1823)) è un uccello della famiglia Apodidae, ampiamente diffuso nell'Africa subsahariana e in parte della penisola arabica.

## Tassonomia
Comprende le seguenti sottospecie:
- Cypsiurus parvus parvus (Lichtenstein, 1823)
- Cypsiurus parvus brachypterus (Reichenow, 1903)
- Cypsiurus parvus myochrous	(Reichenow, 1886)
- Cypsiurus parvus laemostigma (Reichenow, 1905)
- Cypsiurus parvus hyphaenes Brooke, 1972
- Cypsiurus parvus celer Clancey, 1983